# 花東公路
花東公路（かとうこうろ）は、台湾東部の花蓮県と台東県の間を南北に走る省道で、台9線の一部である。
花東縦谷公路（かとうじゅうこくこうろ）の愛称で知られ、花東縦谷を南北に縦断する省道であるため、花東縦谷の雄大な景色を全線を通じて眺めることができる。
また、花蓮と台東を結ぶ2本の省道すなわち台9線と台11線とを総称して「花東公路」と呼び、前者（花東縦谷公路）を山線、後者（花東海岸公路）を海線と呼ぶこともある。
日本統治時代には、昭和天皇即位を記念して、「記念公路」と命名され、「花蓮港台東道」、「台東花蓮港道」、「中仙道」ともいう。戦後、道路名も「省道台9線」に改称し現在に至っている。地元での呼称は「花東公路」である。
1930年に建設が始まり、1933年に完成した。花蓮市の中正路を起点とし、吉安・寿豊・光復・瑞穂・玉里・富里・池上・関山・鹿野・延平の一部・卑南などを経て台東市の更生路に至る、全長約174kmの自動車道である。

## 路線
- 花蓮港（花蓮）
かれんこう

- 薄薄（仁里）
ぼくぼく

- 草分（永興）
くさわけ

- 初音（干城）
はつね

- 賀田（志學）
かだ

- 寿（壽豐）
ことぶき

- 豊田
とよだ

- 頭角
とうかく

- 渓口
けいこう

- 平林（林榮）
ひらばやし

- 林田（南平）
はやしだ

- 北林
きたばやし

- 中野（大榮二村）
なかの

- 鳳林
ほうりん

- 南岡（大榮一村）
みなみおか

- 万里橋（萬榮長橋）
まりばし

- 馬太鞍（光復）
またあん

- 塩糖花蓮港製糖所大和工場（光復糖場）
えんとう-かれんこう-せいとうしょ−やまと-こうば

- 鎮平
ちんへい

- オカカイ（大興）
おかかい

- 大和（大富）
やまと

- 拔子（富源）
ばっし

- 打馬燕（瑞北）
だばえん

- 瑞穂
みずほ

- 舞鶴
まいづる

- カララ
からら

- 掃叭
さっぱ

- 三笠
みかさ

- 末広（大禹）
すえひろ

- 玉里
たまさと

- 中城庄
ちゅうじょうしょう

- 下撈湾（樂合）
はろうわん

- あんつう（南通）
あんつう

- 紅蓙（安通）
あんつん

- 大庄（東里）
たいしょう

- 万人埔（萬寧）
ばんじんほ

- 崙子頂
ろんしちょう

- 馬加祿
ばかろく

- 頭人埔（東竹）
とうじんぽ

- 螺子渓（羅山）
らしけい

- 石牌
せきはい

- 公埔（富里郷治）
こうほ

- 堵港埔（富南）
とこうほ

- 脹々埔
ちょうちょうほ

- 大埔（池上郷治）
たいほ

- 池上（新興）
いけがみ

- 徳高班（德高）
たこばん

- 水井子（豐泉）
すいせいし

- 関山
せきやま

- カムテン（中福）
かむてん

- 月野（月眉）
つきの

- カナテン（加拿）
かなてん

- 阿猴寮（景豐）
あこうりょう

- バロハイチカソワン（新豐）
ばろはいちかそわん

- 鹿寮
ろくりょう

- 鹿野
しかの

- 老吧老吧
らぱらぱ

- 稻葉
いなば

- 首洗谷
くびあらい-だに

- 北絲鬮（初鹿表記あり）
ぱしこう

- 阿里擺
ありぱい

- 日奈敷（賓朗）
ひなしき

- 梹榔樹格（下賓朗）
ひなしき

- 卑南
ひなん

- 馬蘭
ばらん

- 台東
たいとう